# Manuel Mamikonian
Manuel Mamikonian era el verdadero líder de Armenia después del exilio del rey Varasdates (Varazdat) que gobernó desde 374 hasta 378. La familia Mamikonian había sido durante mucho tiempo los principales generales de Armenia, con el título de sparapet, es decir,  «comandante en jefe».
Manuel había servido en la Guerra de Kushan en las tropas del rey persa. Su hermano Mushegh I Mamikonian había sido asesinado por Varasdates y Manuel se había convertido en un sparapet en su lugar. En 378, Varasdates y Manuel se enojaron tanto que se enfrentaron en una guerra.
Según Fausto de Bizancio, Manuel estaba convencido de que el gobernante persa estaba conspirando contra él y, por lo tanto, atacó al emisario persa Suren y sus 10 000 soldados. Manuel diezmó el ejército de Suren pero permitió que viviera y se fuera. Esto llevó a una invasión de Armenia por las fuerzas persas. Los ejércitos bajo generales como Varaz fueron enviados a invadir Armenia pero fueron derrotados por Manuel. Según Fausto, esto llevó siete años de paz para Armenia. Manuel murió en 385 a 386. Su hija Vardanduxt era la esposa del rey armenio, Arsaces III (Arshak III).